# هاماستغ
هاماستغ (ارمنی: Համաստեղ؛ زادهٔ ۱۸۹۵–۲۶ نوامبر ۱۹۶۶) یک شاعر، نویسنده ارمنی بود. هاماستغ یکی از بنیانگذاران ادبیات جماعت ارمنیان پراکنده است. وی در بین سال‌های ۱۹۲۱ تا ۱۹۶۶ فعالیت نمود.

## زندگی
با نام اصلی هامبارتسوم کلنیان (ارمنی: Համբարձում Կելենյան) در روستای Perjench در نزدیکی خارپرت به دنیا آمد و کودکی خویش را نیز در زادگاهش گذارند و تحصیلات ابتدایی را مدرسه آنجا کسب نمود سپس در کالج شهر الازیغ ادامه داد. معلم وی تلگادینتسی بود. به توصیه پدرش در سال ۱۹۱۳ به ایالات متحده آمریکا نقل مکان نمود. وی مدفورد، ماساچوست در نزدیکی بوستون زندگی کرد. وی تنها یک بار به اروپا سفر نمود.

## آثار
معروفترین آثار وی عبارتنداز: مجموعه «روستا» (۱۹۲۴)، مجموعه داستان «باران» (۱۹۲۸)، رمان کوتاه «نخستین عشق»، و رمان «اسب‌سوار سفید».